# Leucospis schlettereri
Leucospis schlettereri is een vliesvleugelig insect uit de familie Leucospidae. De wetenschappelijke naam is voor het eerst geldig gepubliceerd in 1899 door Schulthess-Schindler.